# تبلدي فوني
تبلدي فوني (الاسم العلمي:Adansonia fony) هو نوع من النباتات يتبع جنس التبلدي من الفصيلة الخبازية.

## التسمية
من الأسماء الأخرى لهذا النبات: بوحباب فوني وأدانسونية فونية وباوباب فوني وخبز القرود الفوني

## الاسم العلمي المرادف
- (الاسم العلمي:Adansonia rubrostipa)
- (الاسم العلمي:Adansonia fony var. rubrostipa)